# Onthophagus crucenotatus
Onthophagus crucenotatus là một loài bọ cánh cứng trong họ Bọ hung (Scarabaeidae).